# 国民的歴史学運動
国民的歴史学運動（こくみんてきれきしがくうんどう）とは、民主主義科学者協会（民科）歴史部会が1950年代初頭から半ばにかけて、歴史学ひいては大衆運動の分野において展開した諸運動を指す。民科が1952年に「国民的科学の創造と普及」を掲げたことに前後して、マルクス主義歴史学に依拠しつつ日本中世史を研究していた歴史学者の石母田正が提唱し、「歴史学の革命」や「歴史学を国民のものに」というスローガンに基づき行われていった。
日本共産党所感派の武装闘争路線と歩調を一にしていた ため、民族主義と政治主義とが絡まり合った運動を巡っては激しい議論を惹起した。六全協による方針転換により同党内で「50年問題」が収束し、国際派が主導権を握った1955年から1956年にかけて民科歴史部会が解体するに伴い、衰退していった。運動のイデオローグであった石母田も、1957年に入り自己批判書を提出するなど、国民的歴史学運動は歴史学の中で「過去の悪夢」として忘却の道を歩み、替わって日本歴史学においては、文書史料中心の実証主義が台頭することとなる。

## 歴史

### 民主主義科学者協会
民科は、戦前の科学ならびに科学者の姿勢に批判的な研究者が中心となり、1946年に180名の会員 をもって設立された団体である。設立当初は、戦前の科学が有していた権力に対する無関心もしくは迎合的姿勢や、科学者組織・学界の階層性、民衆に開かれていない科学の閉鎖性などを指摘・批判した。
民科はこれに代わる今後の科学のあり方として、包括的に「民主主義科学」を対置し研究を進めてゆき、1950年頃には最盛期を迎え、114の地方支部、1772名の専門会員、8243名の普通会員を擁し、研究者のみならず一般市民や学生なども加入する、一大学会にまで上り詰めることとなる。米軍占領期にあって、民科が学界や言論界に与えた影響は大きかった が、創設時点ではいまだ民族性は皆無であった。

### 「民主主義科学」から「国民的科学」へ
第二次世界大戦後、アジア各地でナショナリズムが大いに盛り上がり、1949年には民族解放と社会革命とを結合しつつ中華人民共和国が成立した。これを受けてアメリカ合衆国の対日占領政策が、レッドパージや警察予備隊の創設司令、日米安全保障条約による米軍駐留継続など、いわゆる「逆コース路線」へ転換することとなる。
占領政策の転換は多くの民衆や知識人の中に、日本が合衆国の支配下に置かれる恐れを抱かしめるに至る。民科も1950年代に入ると、1951年5月開催の第6回大会では「大衆のために奉仕し、大衆から学ぶ学風の確立」を、1952年5月の第7回大会では「国民的科学の創造と普及」をそれぞれ決議した。民科が従来の「民主主義科学」路線から「国民的科学」路線へと舵を切り、民族性を前面に押し出したのはこの時期のことであった。
「国民的科学の創造と普及」という運動方針は、米日支配層を打ち倒す民族解放運動を目的とする科学を進めようとする歴史部会の主張と、科学者は国民の中に入り込み、国民と共に新たな科学を創るべきとする地団研部会の主張とが結び付くことで形成されている。
なお「国民的科学」という用語は、当時民科書記局に属していた石母田が、1952年1月民科本部に提出した意見書が初出とされる。その中で石母田は、サンフランシスコ条約下の日本がアメリカから抑圧を受けており、民族解放のためには科学や科学運動が不可欠で、それが「国民的科学の創造によってのみ達成される」と主張している。さらに、民族解放の成就のためには知識人が「大衆の中にはいること」と「学問的な創造活動」の2つを統一すべしと説いている。
ただし、「国民的科学」の内容については意見書では明らかにされず、石母田も同時期次のように述べている。
以後、「国民的科学の創造と普及」という標語は「民族解放と民主革命という目的」に沿いながら、政治色を帯びつつ展開してゆく。

### 『歴史と民族の発見』と盛り上がる運動

#### 『歴史と民族の発見』
石母田は1952年、東京大学出版会より『歴史と民族の発見』（正・続）を刊行する（2003年2月、正編が平凡社ライブラリーで再刊）。同書は国民的歴史学運動のバイブル的存在とされ、学生の間で熱烈な人気を博した。これ以後、民衆史研究がアカデミズムや民間を問わず進められてゆく。

#### アカデミズム
1951年5月に開かれた歴史学研究会の大会で、藤間生大が「古代における民族の問題」という報告を行う。この報告では「民族的なほこりを全民族に知らせて、わが民族が自信をもつ」ため、神話上の人物に過ぎないヤマトタケルを「民族の英雄」として再評価するに至ったのである。
藤間はまた、平安貴族達は中国からの輸入文化により民族意識を失ったが、日本民族の文化的想像力は東大寺の建設や仮名の発明、本地垂迹説などで発揮されたとした。
松本新八郎も歴史学研究会封建部会にて「中世の民族と伝統」という報告を行い、「民族文化」を全面的に賛美し、南北朝時代は元寇により民族意識の覚醒が成された時代であり、古代から中世への過渡期に当たる「封建革命」の時代でもあるとしたのである。
そして「封建革命」の担い手が、古代の支配者である貴族を打倒した武士であり、「狂言・謡曲・茶の湯・生花等はいずれも武士・農民による闘争の中で生まれて来た」というものであった。

#### 民間の動き

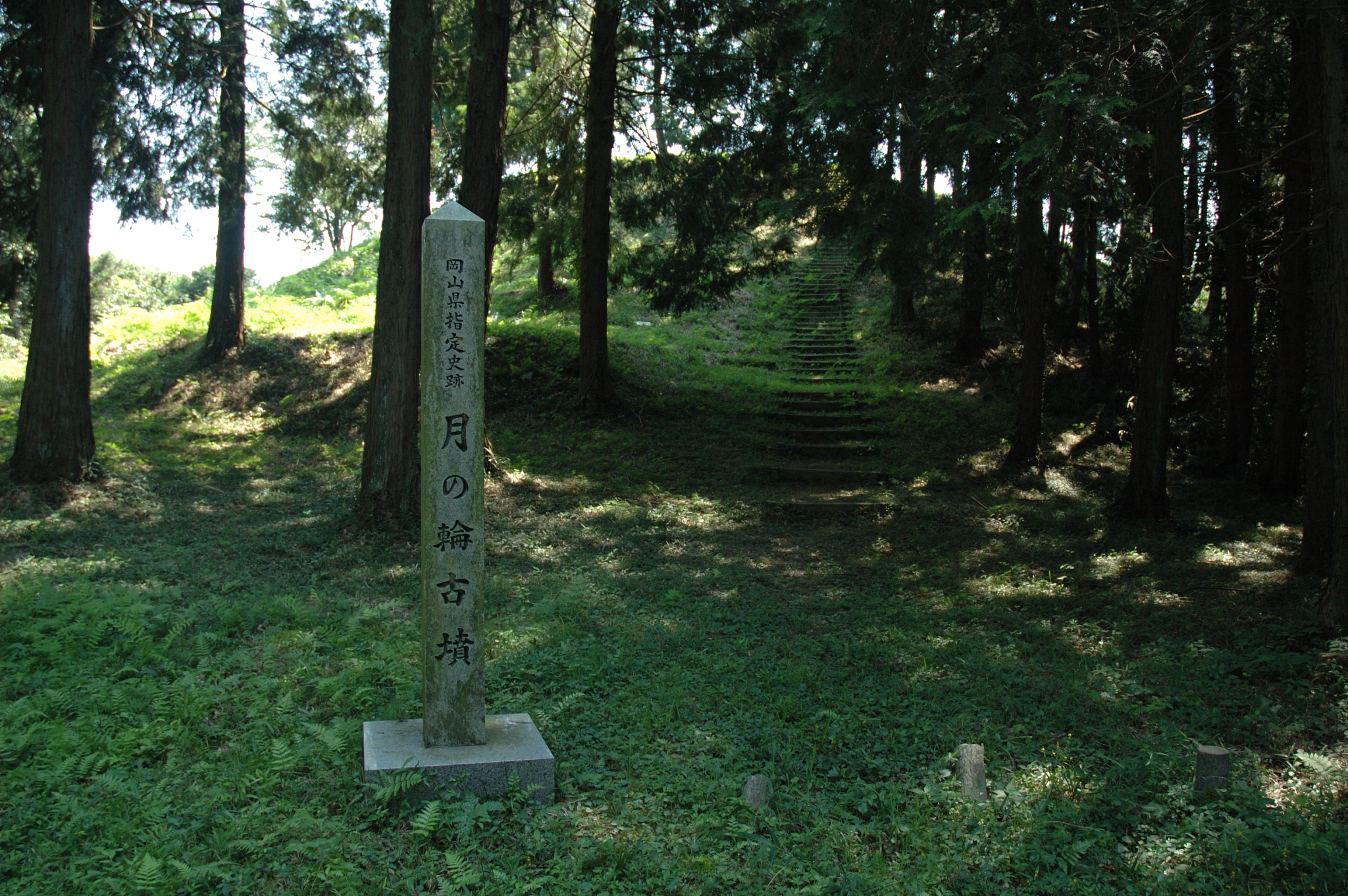
月の輪古墳

民科歴史部会の機関誌である『歴史評論』同年10月号では「国民的科学の創造のために」と題し、特集記事が組まれることとなる。「民衆の豊かな生活を求めて-民話の会の成果と課題」や「農民の生活感情にとけ込んで-民族芸術を創る会のしごと」、「川崎労働者のサークルから」といった報告が並んだ他、労働歌や浪曲など民衆文化関連の記事も掲載された。
国民的歴史学運動は多種多様な研究を生み出してゆくが、その中でも成功例として石母田が賞賛したのが、「石間をわるしぶき」（1952年）と岡山県美咲町にある月の輪古墳の発掘（1953年）であった。
「石間をわるしぶき」は、東京都立大学歴史学研究会の学生達が夏期休暇を利用して秩父地方の農村に入り、聞き取り調査を通じて「村の歴史」を記述したパンフレットである。調査対象となったのは、自由民権運動末期の民衆蜂起として名高い、秩父事件の舞台となった山村である。なお、調査が行われた1952年夏は、共産党の指導下にあった全学連が、夏期休暇を使って全国的な農村運動（山村工作隊）を行うよう指示を受けていた時期でもあった。『石間をわるしぶき』の作成に係るものを含め、同時期に農山村での工作活動に参加した学生は5000名、30余隊に上ったと推定されている。
月の輪古墳の発掘については、地元住民と古代史学者が共同して発掘に取り組み、映画化もされた。知識人と民衆とが連帯して「国民の歴史」を創る実例として、国民的歴史学の代表例の1つとされることとなる。なお、同古墳は5世紀初めのものと推定される、直径約60m・高さ10mの大型円墳で、鏡や玉類の他、武具多数が副葬品として出土しており、1959年9月15日に岡山県指定史跡に指定されている。

### 衰退に向かう国民的歴史学運動

#### 民科の衰退
様々な成果を生み出した国民的歴史学運動も、1955年から1956年頃を境として、組織的な担い手であった民科歴史部会が解体（1956年の第11回大会開催後、本部の活動が事実上停止）を余儀無くされる中、衰退過程に入る。

#### 「50年問題」と所感派の動向
共産党内の内部抗争（「50年問題」）が国民的歴史学運動にも飛び火し、所感派と国際派との間で罵倒合戦が展開される。国民的歴史学運動への賛否はやがて政治的立場の踏絵となり、運動末期の1954年頃には、両派に属する研究者同士で自己批判や査問が行われるに至った。
例えば、藤間を批判した井上清は藤間から査問を受け、自己批判書を書かされたり、自宅の井戸を改築した際には「ブルジョワ的生活態度」が槍玉に挙げられ、嫌がらせに遭遇している。また、藤間のヤマトタケル論への批判に追随した者も、次々と査問の対象となったという。なお井上は、所感派に批判的な立場を取る日本共産党員であったが、1967年中国で発生した文化大革命に賛同したため、除名処分が下る。
結局は科学者の学問上の内的要求と無縁であったため、歴史学研究会や民科から専門の歴史学者が撤退していった。かつ1953年頃は武装闘争路線の限界が見え始めた時期でもあり、党派抗争で共産党も党員数の激減を余儀無くされた。国民的歴史学運動も、こうした流れの中で衰退の一途をたどってゆく。

#### 六全協と共産党の方針転換

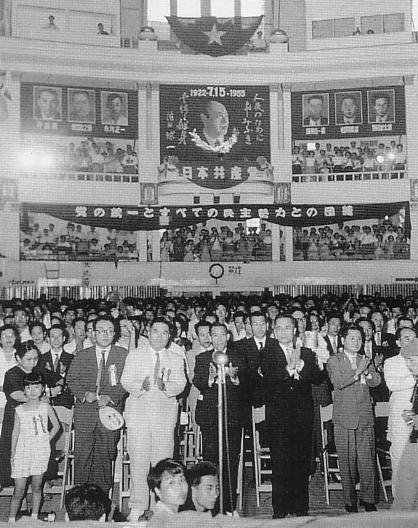
六全協と同時に開催された日本共産党33周年記念式典

1955年7月に開かれた六全協にて日本共産党は方針転換し、山村工作隊など所感派による武装闘争路線が「極左冒険主義」として総括され、査問の後、事実上除名処分となっていた国際派が復権した。これにより停滞状態に陥った国民的歴史学運動はとどめを刺される形となった。
同年11月に開かれた民科歴史部会の総会では、運動への総批判が展開され、「今迄の伝統的歴史学の成果をふまえていない」「一般学生層を性急に農民に結びつける政治的引き廻しがあった」「学会から孤立している」といった声が寄せられたという。
運動を牽引してきた松本や石母田は自己批判を迫られた結果、1956年に松本が、次いで1957年には石母田が、それぞれ自己批判の文章を公表するも、評価を得ることは皆無であった。犬丸義一に至っては、『歴史と民族の発見』を「この時期のマルクス主義史学の悪の見本」とまで酷評している。

### 運動衰退以後
高度経済成長が進展するにつれ、運動の負の遺産を払拭するべく、歴史学会には「政治」を持ち込むことを忌避する動きが拡大した。遠山茂樹らが運動の総括を行うものの、結局国民的歴史学運動は歴史学会の傷痕として封印されてしまう。また、運動参加者が多くを語らず、歴史学者の世代交代も相俟って、運動で提起された民衆、民族の問題そのものが忘却されていった。
1960年には石母田が「『国民のための歴史学』おぼえがき」を公表、運動を自分なりに総括した上で、自己批判を行っている。石母田は1973年にパーキンソン病を患い、その後10年以上にわたる療養生活を経て、『中世的世界の形成』文庫版序文を書き終えた直後の1986年1月18日に死去した。

## 論点

### 「民族」という概念を巡って
国民的歴史学運動は「民族解放と民主革命という目的」という政治的意図をもって進められたが、「民族」の概念を巡っては運動の当初より論争の絶えないテーマであった。なかんずく、1951年5月に開かれた歴史学研究会の年次大会で提示された「歴史における民族の問題」という統一テーマに関しては、「大方の研究者はたいへんとまどった」という。

#### マルクス主義と民族問題
歴史学研究会はマルクス主義歴史学者を中心とした学術団体とされるが、そのマルクス主義歴史学者が依拠していたのは、ヨシフ・スターリンが1913年に発表した論文「マルクス主義と民族問題」で提出された、「民族とは近代の産物」という見解であった。
同論文でスターリンは、マルクス主義の発展段階論に基づき、近代資本主義の発達を通じて市場や言語、文化などに共通性が生じ、その後に「民族」が形成されると主張した。
この「民族」観が大幅な変更を見るのは、1950年6月に同じくスターリンがソビエト連邦共産党機関紙『プラウダ』で発表した論文「マルクス主義と言語学の諸問題」 である（同論文は早くも8月日本共産党理論誌『前衛』に翻訳掲載）。そこでは近代的な「民族」は資本主義以降に形成されるが、その基盤である近代以前の「民族体」を重視すべきとした。
当時、既にコミンフォルムが「アメリカ帝国主義」と戦う民族独立闘争の強化を日本共産党に求めており、3月に「民主民族戦線綱領」を出していた所感派から成る地下指導部は、スターリンの新たな民族観を受け入れることとなる。石母田もこの転換に同調、9月30日に東京大学で開かれた民科のシンポジウムで、スターリンの民族論に関する報告を行い、民族観の転換を図ってゆく。

#### 民族の主体性
所感派は国際派との激しい論争を交えながらも、反米民族闘争を展開してゆく。その戦略とは、アメリカの占領政策の酷さを民衆に広く啓蒙し、日本民族が優れた文化的過去を有していることを民衆に明確に知らしめれば、圧制からの解放を熱望する文化的民族という集団的民族意識が生まれ、社会主義革命が実現し得るとするものであった。
石母田はアメリカ占領下の日本にあって政治的な危機意識を持ち、『続・歴史と民族の発見』の中でも「外国の帝国主義的支配者たるアメリカと売国の徒に対立するものとしての大衆すなわち国民」と述べており、所感派と見解を一にする。石母田にとって「民族」とは、社会や政治を劇的に変革する主体としてあらねばならなかった。

#### 共産党内での対立
「民族とは近代の産物」という見解が常識として通用していた以上、「民族」という語を古代史や中世史にまで適用するには、歴史学者の間でも違和感が少なからずあり、「たいへんとまどった」反応を見せるのも当然であった。
その上、共産党は当時、所感派と国際派とで分裂を来たしており、同党に属する、あるいは支持する学者の全てが、スターリンの新たな民族観を受け入れたわけでも無かった。
所感派を中心とする当時の指導部は、階級闘争よりも反米闘争を前面に打ち出し、階級を超えた民族路線の構築を目指した一方、国際派は所感派の路線に関して、階級闘争を放棄した「ブルジョワ民族主義」と批判するに至った。
「民族文化」の内実を巡っても批判の応酬が避けられなかった。上述の通り、藤間は歴史学研究会の大会においてヤマトタケルを「民族意識の象徴」としているが、ヤマトタケルは天皇家の命を受け各地を征服した人物であった。結局藤間の挙げた「民族文化」は、大部分が戦前の愛国教育でも賛美されていたものであり、犬丸や井上からは「歴史の偽造」を指摘されてしまう。
なお、両者の批判に対して藤間は、支配者が作ったテキストや文化を再解釈し、それを革命の表現に転化してこそ、愛国教育を逆手に取れると説明し、反論の多くは民衆から乖離しており、民衆の民族意識を支配者に奪われたままにしていると反批判を行っている。

### 歴史を民衆の手に
国際派や他の歴史学者と論争を重ねるも、石母田は「大衆こそが民族」であり、「段階と段階、時代と時代を一つの鎖につないでゆく地盤」としての役割を強調した。所感派の方針とも相俟って、社会や政治を変革する主体としての民衆を賛美する方向へと舵を切ってゆく。

#### 歴史記述の転回
民衆の中に入り民衆から学ぶ、という姿勢は国民的歴史学運動の要諦であったが、このことは歴史記述の方法論にも及ぶ。民衆が自分自身の歴史を書くことで「声」を手に入れ、知識人はその助力をすることで既存の学問を変革していこうとしたのである。これが「歴史学の革命」と称される所以とされる。
具体的には生活記録運動を支持、労働者や農民とサークルを結成して、労働組合や村の歴史を書くことを勧め、なかんずく民話や伝承など民間史料の使用や村の老人や女性からの聞き取り調査を重視し、その成果を民衆へ還元してゆく、というものであった。
このように運動が着目していた聞き取り調査は、文書史料に基づく歴史の記述、既存の歴史学の実証主義的な手法に対するアンチテーゼと言える。石母田にしてみれば、文書史料は権力者側が残すもので、民衆の意識が現れていないと見なすのも当然のことであった。
ともあれ、学生や労働者を組織することにより、「村の歴史」「工場の歴史」「職場の歴史」「母の歴史」を、聞き取り調査や民衆自身の記述を通して再現する方法論は、従来歴史学の対象ではない人々を主体に据えた、新たな日本史像を想像する上で不可欠な要素となる。
とりわけ「母の歴史」については、歴史記述から削ぎ落とされてきた女性に光を当てつつ、「表現という創造的な仕事を媒介として、新しい自分を作り上げてゆく」 という石母田の目的が、政治状況から切り離され、女性史という新たなジャンルの確立に向かうこととなる。

#### 民衆史の蹉跌
しかし、民衆史を民衆達自身で紡いでゆくという方向性は、政治主義に巻き込まれたり、石母田による民衆の捉え方自体に確たる方針があったとは言えなかったため、挫折を余儀無くされる。
村の歴史を農民自身が書くという作業に関しては、農民の主体性を引き出すというより、山村工作隊が農村に入り工作活動に勤しむ面が強過ぎたことが指摘されており、「一般学生層を性急に農民に結びつける政治的引き廻し」という批判の所以である。例えば、民科京都支部歴史部会の関係者を中心として、1952年夏に行われた京都府北部の農村工作に参加した中塚明によると、「革新的な勢力にとって政治的に空白の地帯だということだけであった」という。
また、描き出されるべき「農民」像についても、農村に深く入るに従いその姿は千差万別であることが明らかになった。たとえ「農民」共通のイメージを描けたとしても、その「農民」像と学生との間には、同じ国民でありながら乗り越え難い壁さえ感じられたという。「石間をわるしぶき」の作成に携わった加藤文三をして、「農村の人たちが決して一律ではなく、複雑な階層構成をもっている」「階層が異るに従って要求も異」ると言わしめている ことからも、統一された「農民」像を描くのがいかに難しいかが分かる。
この点について小熊英二は、石母田が農村そのものを知らなかった一方で、自身が東北地方出身（宮城県石巻市育ち）であることに強い劣等感を抱き、同地方を「もっとも古い型の封建制が支配する後進的な辺境」「反動と反革命の拠点」と形容していたことなどを指摘しており、石母田には農村なり農民に対する無理解があったと言える。
石母田は学問的運動を政治的動員の手段として利用しようとした、所感派による「実用主義」への批判をほのめかしながらも、「よろこび」や「たのしさ」を生み出すべき運動が、やがて「義務」や「強制」へ転化した点を後年改めて悔いている。

## 影響
国民的歴史学運動は民衆による歴史記述という、歴史学においては新たな側面を切り開いたと言えるが、その影響は運動の最中はもとより、衰退以後も少なからぬものであった。

### 地歴教育
相川日出雄は運動が始まった1952年度に小学4年生の授業にて「新しい地歴教育」を実践しているが、まさに相川が抱いていたのが、状況に左右されない確固たる主体性の確立と、当面日本の独立を担える主体の育成という問題意識であった。
こうした主体性の拠点と捉えたのが「民族的なもの」としての郷土であり、独立という政治的課題を担う主体の育成という課題を意識すると同時に、それは民衆の日常性に根ざすことでのみ可能とであるという状況認識を実践に反映させることとなる。
相川は父母の労働や日常生活を児童に認識させるところから始め、次いでフィールドワークを通して地形や石碑、古文書などに触れさせ、郷土を創り出してきた民衆の各種活動を実感させるという形式によって、郷土教育を進めていった。これらにより、歴史の中で民衆の営為が世代を跨いで積み重なり、それが保存された場こそ、自分たちが日々生活している郷土に他ならないとしたのである。
教育学者の村井淳志は相川の教育実践について、自分達の生活空間が民衆の生活や感情の積み重なった場を意識させるには、過去の民衆への共感を感じることが重要としながら、「客観的運続性を重視すること」によって「子どもたちにリアリティに富んだ歴史的想像力を発揮させることに成功した」として、肯定的に評価した。

### 女性史
先述の通り、石母田が「母の歴史」を書き上げたことからも分かるように、これまで歴史の中に埋れていた女性を記述の対象としたのは、まさに画期的なことであった。
石母田は「母の歴史」を書くに当たって、女性労働者の聞き取り調査によってライフヒストリーを再現することで、民衆の意識と社会の矛盾をつかむ意図があったとしており、こうした方法論はその後の女性史の歩みに影響を及ぼすこととなる。
自治体が行う住民参加型の地域女性史の編纂に携わってきた折井美耶子は、運動が自らの歴史研究の原点と語っており、聞き書きに参加した女性らも「お互い自分たちも歴史の担い手である」との共通認識を持つに至ったという。また、折井は市民参加の地域女性史編纂について、「一種の社会教育、成人教育」であったとの認識を示した。

## 評価・批判

### 小熊英二による評価
小熊英二は、「国民のための歴史」、つまり民衆のための歴史という概念について、歴史学会で認められた手続きを踏んでいるかどうかよりも、まず民衆に力と希望を与えられるかどうかが問題であり、志向自体は間違っていなかったとしている（志向を具現化する運動の方法論は「うまく行かなかった」と指摘しているが）。

### 丸山真男のナショナリズム批判
運動と同時期の1950年代初頭、日本のナショナリズムについての論考を発表した人物に丸山真男がいるが、日本における新たなナショナリズムの形成に極めて悲観的な捉え方をしたことで知られる。石母田が焦点に当てていた農村共同体はファシズムの温床につながったと述べており、そのままでは新たなナショナリズムの基盤にはならないと指摘した。
なかんずく1951年に発表した論文『日本におけるナショナリズム』では、「前期的」なナショナリズムはそのままでは、民主革命と結び付いた新たなナショナリズムになり得ないと断言した。その上で、革新陣営がこれを将来の民族意識の萌芽と誤認したり、政治目的に動員したりするのであれば、後々手痛い反作用があると警告するに至る。
同様の批判は丸山以外にねずまさしも行なっており、運動の中で生まれた歴史物語「民族の叫び」について、「封建制度へ逆戻りする攘夷と今日の民族の独立とを混同して考えているが、これはかつての軍部の『米鬼英鬼』の考えと少しもかわらない」と釘を刺している。いずれにせよ、丸山らの警告は所感派の実質的敗北による運動の終焉により、図らずも現実のものとなった。

### 吉本隆明の啓蒙主義批判
石母田の行った農村部への啓蒙主義的な活動に関して、厳しく批判したのが吉本隆明であった。吉本は「啓蒙主義に反対する」と前置きをしながら、次のように述べている。
国民的歴史学運動は「民衆と共に創り上げてゆく」という側面が無いわけではなかったが、吉本はこうした「善や正義の立場にみずからをおき、その高みから教えを説こうとする」姿勢が、「必然的に党派主義的な権力体制の構築に向かっていく」として槍玉に上げている。

### 新しい歴史教科書をつくる会との関連
丸山のナショナリズム批判と相通ずるところがあるが、近年では「自虐史観」の克服を目指す日本の歴史修正主義や新しい歴史教科書をつくる会（つくる会）との関わりから、運動を検討する動きが一部に見られる。
例えば川本隆史は石母田の一連の言説について、「《民族・
歴史・愛国心》をめぐる連係プレー」と位置付けた上で、民科系の研究者らが運動をきちんと総括しなかったために、現在の「つくる会」の台頭の遠因が作られたのだと批判した。
一方で大串潤児は、一枚岩の「国民」像が揺らぐことで、抽象的な「国民」を考える前に、「自分の苦しみ」から問題を出発させることが可能となったのであり、運動自体に国民を複数化して捉えようとする契機をはらんでいたと指摘している。そのため、「つくる会」の「国民の歴史」が「民衆自身による歴史像の形成のいとなみ」を切り捨ててきた点に問題を見出した。
もっとも小国喜弘は、体制に周縁化されてきた人々の記憶に初めて歴史学が光を当てたのは事実であるとして川本を批判しており、大串についても、運動の標語である「国民のための歴史学」を過小評価する傾向にあるとして、その見解に与していない。むしろ「つくる会」の一連の運動を生み出すに至った、戦後歴史学そのものについて検討を加えるべきとした。
小国は国民的歴史学運動が民衆に光を当てた点については決定的な差異があるとしたものの、「つくる会」と運動との共通点について以下の4点を挙げている。
- 歴史に学ぶことがすなわち国民国家の歴史を学ぶことと同義とされ、国民の歴史に回収されることの無い自分史や文化史を学ぶことの意味が低く見積もられている点。
- 国民内部に向けて歴史を語り共有することが重視され、国民外部との対話の上で自国史を作れなかった点。
- 日本国に住む非日本民族を日本史の構築主体に含めようとしない点や、日本民族の多様性や固有性への配慮が低い点。
- 民間教育運動として、下からのナショナリズムという形態において、公式的な国民史像の書き換えを迫ろうとした点。

小国と同様、「つくる会」と戦後歴史学との間の関係を指摘した学者に網野善彦が挙げられる。網野は国民的歴史学運動に積極的に関わり後に決別しているが、「つくる会」の主張の根幹を成す「自由主義史観」を「戦後歴史学の鬼子」と表現し、晩年次のように述べた。
網野はまた、国民（「国民」という物言いには留保を付けているが）の問題を自らの問題として取り上げて、国民に向かって発信すべきだ、という松本新八郎の言説には賛意を示しながらも、政治に学問を従属させることを批判してきた戦後歴史学が、そうした姿勢を抹殺してきたところから、「自由主義史観」が生まれてきたともしている。